# Eliézer Williams
Pour les articles homonymes, voir Williams.
Eliézer Williams, né en 1787 ou 1788 à Caughnawaga (aujourd'hui Auriesville, dans l'État de New York) et mort le 28 août 1858 à Hogansburg (hameau de la ville de Bombay, dans le comté de Franklin de l'État de New York), est un pasteur et missionnaire anglican américain du XIXe siècle.

Ayant perdu la raison à la suite d'un accident, il prétendit être Louis XVII.

## Biographie

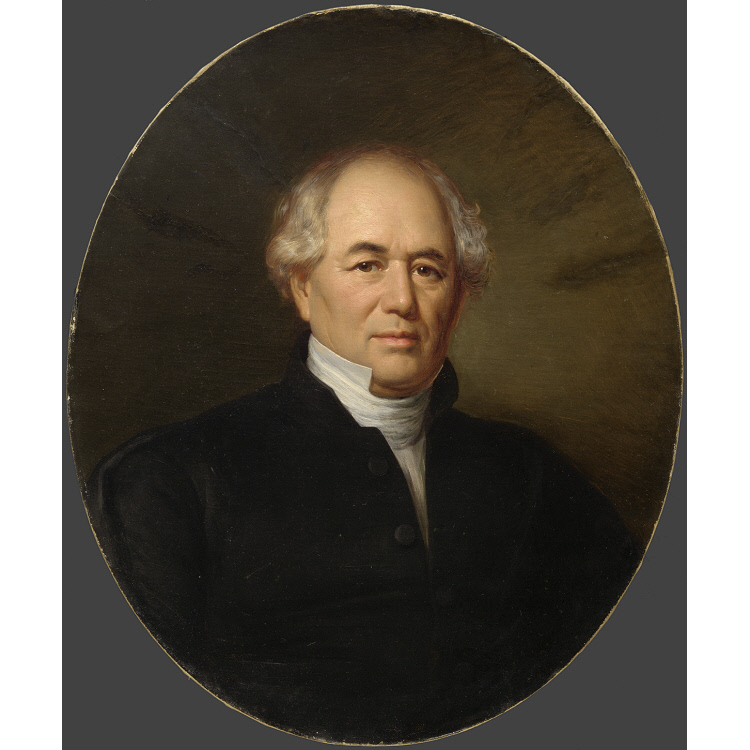
Eleazer Williams par Giuseppe Fagnani.

Les origines d'Eliézer (ou, en anglais, Eleazar) Williams sont assez floues. Issu d'une tribu nord-amérindienne, il était pourtant blond aux yeux bleus, ce qui pouvait laisser penser que son vrai père n'était pas le chef Tehoragwanegen. Ce dernier, converti au christianisme sous le nom de Thomas Williams, était cependant lui-même un métis (sa mère était une anglaise enlevée par les Iroquois lors du raid sur Deerfield) et il avait peut-être eu ce fils d'une mère blanche. Malgré cette hypothèse du métissage ou celle d'une forme d'albinisme, certains auteurs prétendirent qu'Eliézer était un enfant trouvé ou adopté, dont les vrais parents étaient blancs.
Séparé de sa tribu, Williams fut élevé à Longmeadow (Massachusetts) et termina ses études dans une école de théologie. Pendant la guerre anglo-américaine de 1812, il essaya en vain de soulever les Amérindiens du Canada contre les Anglais, prit part à plusieurs combats et fut blessé lors de la bataille du lac Champlain.
Après la guerre, il se fit missionnaire auprès des Oneidas de la région de Buffalo avant d'être ordonné diacre de l'Église épiscopale en 1826. Afin de faciliter la conversion des Amérindiens, il traduisit le Livre de la prière commune en mohawk.
Marié depuis 1823 avec une métisse franco-amérindienne nommée Marguerite Jourdan, il eut plusieurs enfants.
En 1842, alors qu'il était en mission d'évangélisation auprès des Indiens du Wisconsin, il fut grièvement blessé à la tête par la chute d'un arbre et aurait perdu la raison. C'est à partir de ce moment-là qu'il aurait prétendu être Louis XVII, fils de Louis XVI et de Marie-Antoinette. Cette revendication, connue en France dès 1849, fut prise à sérieux par plusieurs personnes à la suite du révérend John H. Hanson, qui défendit cette thèse dans un livre intitulé The Lost Prince (New York, 1854).

Dans cet ouvrage, Hanson prétend que le dauphin avait dû être mis à l'abri de la Révolution française et, par conséquent, envoyé secrètement en Amérique. L'enfant mort au Temple en 1795 aurait donc été un remplaçant du véritable Louis XVII, alias Eliézer Williams. L'accident de ce dernier ne lui aurait pas fait perdre la raison mais lui aurait, au contraire, rendu la mémoire. Brodant autour de l'un des voyages en Amérique du prince de Joinville, Hanson ajoute que le fils de Louis-Philippe aurait rencontré Williams pour lui acheter sa renonciation au trône de France en faveur de la maison d'Orléans.

Cette rencontre avait bien eu lieu en 1841, mais la conversation entre le pasteur et le prince n'avait concerné que l'histoire de la présence française en Amérique du Nord.